# Lagocephalus gloveri
Lagocephalus gloveri é uma espécie de peixe da família Tetraodontidae.
Pode ser encontrada nos seguintes países: Hong Kong, Indonésia, Japão e Taiwan.Ele é conhecido como o peixe do sexo.